# Lake George, Nova Scotia
Lake George är en sjö i Kanada.   Den ligger i provinsen Nova Scotia, i den sydöstra delen av landet, 900 km öster om huvudstaden Ottawa. Lake George ligger 223 meter över havet. Arean är 1,6 kvadratkilometer. Den sträcker sig 3,0 kilometer i nord-sydlig riktning, och 1,5 kilometer i öst-västlig riktning.
I omgivningarna runt Lake George växer i huvudsak blandskog. Runt Lake George är det glesbefolkat, med 18 invånare per kvadratkilometer.